# 洋桥镇
洋桥镇，是中华人民共和国广西壮族自治区南宁市宾阳县下辖的一个乡镇级行政单位。

## 行政区划
洋桥镇下辖以下地区：
洋桥社区、赤坭村、葛村、茂凌村、那马村、坐椅村、凌达村、蓬塘村和东黎村。